# Larry Forsberg
Alf Larry Forsberg, född 2 mars 1965 i Hille församling, Gävleborgs län, är en svensk låtskrivare, producent och programledare. Han har tävlat i Melodifestivalen vid ett flertal tillfällen som upphovsman, bland annat med låtar för After Dark, Jill Johnson, Brandsta City Släckers, Anna Book och Östen med Resten. Forsberg är även medlem i syntpop-projektet Eurotix.
Forsberg är sedan många år programledare på Sveriges Radio P4 Gävleborg i Gävle.